# 天水圍濕地公園路長者屋
天水圍濕地公園路長者屋是由香港房屋協會在2012年2月7日宣布的「雋逸生活」富貴長者屋計劃的其中一所屋苑，位於元朗區天水圍濕地公園路，提供1,000個單位，單位面積約為500至1,300平方呎，入伙年份將另行公布。

長者屋除了住宅單位外，還有其他服務，包括保健護理、家務助理等，住客須一次性繳付租金，另每月加管理費及其他服務費用。但由於此項目需採用「逐樁打樁法」施工，不符合成本效益，因此房協最後放棄此計劃；而兩幅項目土地改為私人住宅地皮招標，並由新鴻基地產投得。

## 歷史
早期規劃顯示，整個天水圍新市鎮北部也打算規劃中、低密度私人屋苑，而有關的計劃在1994年時已暫時擱置。2000年代有規劃於濕地公園附近興建低密度的長者屋。
發展局在2008年撥出毗鄰天水圍濕地公園天水圍115區地皮予房協興建長者屋，預計可提供一千個單位；另以象徵式租金出租旁邊的112區B地皮予房協，發展培訓中心，為區內提供就業機會，以協助天水圍擺脫「悲情城市」的形象。
2010年，香港政府為推動天水圍地區經濟以擺脫「悲情城市」的形象，曾經計劃撥出毗鄰香港濕地公園、面積6.44公頃的天水圍115區予房協，發展名為「雋逸生活」的中產長者屋項目，提供約1,000個單位，另在項目旁興建酒店、安老院、復康中心、託兒中心和診療所等社區設施，料2016年建成，當時估算投資額約46億元，包括建築費用和補地價；由於長者屋部分須補足地價，日後單位將以市價出售，被指是「富貴長者屋」。香港房屋協會在2010年以象徵式租金租用毗鄰3公頃的112B區，發展培訓中心，為區內提供就業培訓機會，亦同時會提供教育設施、職訓中心、零售和餐飲店舗等。
不過，由於地基工程大幅延長建築期，加上2008年至今工程標價大增，最後建築成本較原先估計增加超過1倍，令計劃在財務上不符合效益，決定中止計劃。而112B區地皮，房協已於2013年4月交還。政府隨即將土地用作發展私人地產項目。
發展局發言人表示天水圍以公營房屋為主，加上本港短期私人住宅地皮供應嚴重不足，檢視該地皮景觀及規劃特徵後，認為適合發展私人住宅，為區內提供更多房屋選擇。對於計劃原有的其他社區設施會否落實，當局未有回應。而政府隨即將兩幅土地用作發展私人住宅用地，可提供2,200伙單位。天水圍社區發展陣線批評，房協於12月9日將兩幅土地歸還政府後，政府無重新諮詢天水圍居民，便放入賣地表建私宅，令天水圍失去1500個昔日發展長者屋項目帶來的就業職位，嚴重違反當年施政承諾。該組織質疑政府將土地用作發展私人地產項目，變相加劇天水圍的地產霸權，促政府停賣區內兩地，於區內重新展開地區諮詢，收集區內市民意願。